# Stephanodiscaceae
Famille
Les Stephanodiscaceae sont une famille d'algues de l'embranchement des Bacillariophyta (Diatomées), de la classe des Mediophyceae et de l’ordre des Stephanodiscales.

## Étymologie
Le nom de la famille vient du genre type Stephanodiscus, dérivé du grec στέφω / stépho, couronne, et de δισκος / diskos, disque, en référence à la forme de la diatomée.

## Description
Les genres que renferme cette famille se présentent sous la forme de cellules solitaires, souvent réunies en chaînes filiformes compactes.
Les frustules sont cylindriques basses à hautes, munies de ceintures intercalaires.
Les valves sont rondes, rarement elliptiques, ondulées tangentiellement ou concentriquement, avec des rayons ou des alvéoles hyalines. Les aréoles sont loculaires, marquées extérieurement de petits trous, mais intérieurement d'un tamis forniciforme ;  elles sont disposées en séries radiales uniques ou bi-quinquesériées près du bord, fasciculées ou éparses, séparées par un rayon hyalin, une épine distincte ou par un espace tuberculé rugueux.
Les structures sont différentes au centre et à la périphérie, rarement identiques.
Les bordures alvéolées sont soit de structure différente de celle de la face antérieure de la valve, soit exalvéolé, c'est-à-dire de structure similaire à celle de la valve.
La fultoportula,, unique et robuste, commence au centre des valves puis se dispose en forme d'anneau sur la frustule ; la rimoportula est généralement unique (rarement plusieurs), située sur le bord ou sur la costa de l'alvéole.

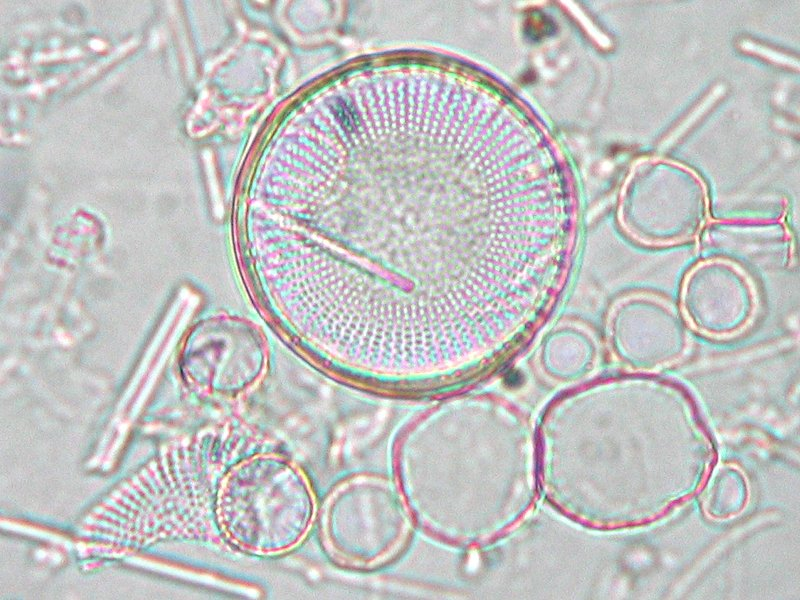
Stephanodiscus hantzschii' en microscopie optique.
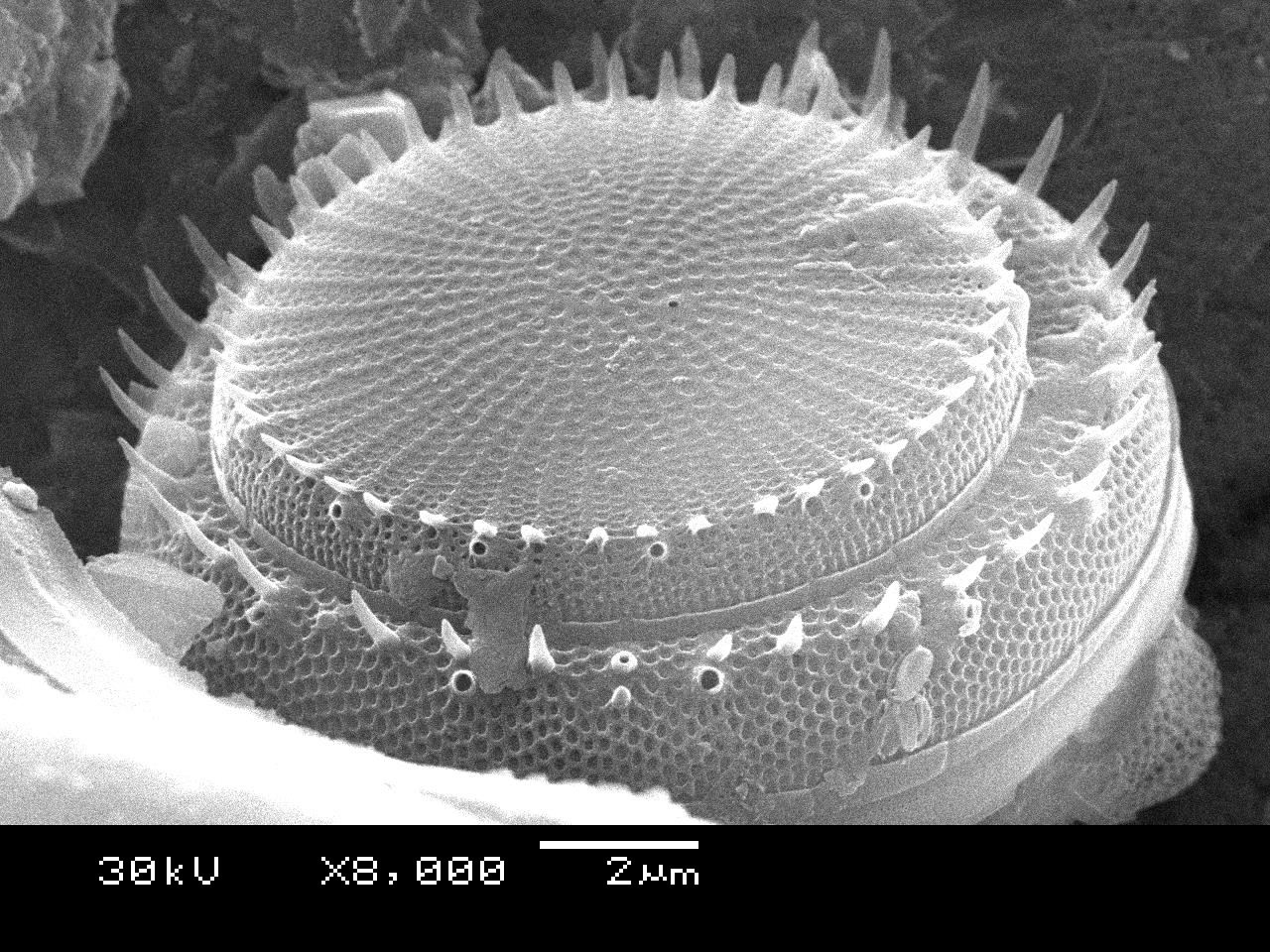
Stephanodiscus hantzschii (« diatomée gâteau ») en microscopie électronique.
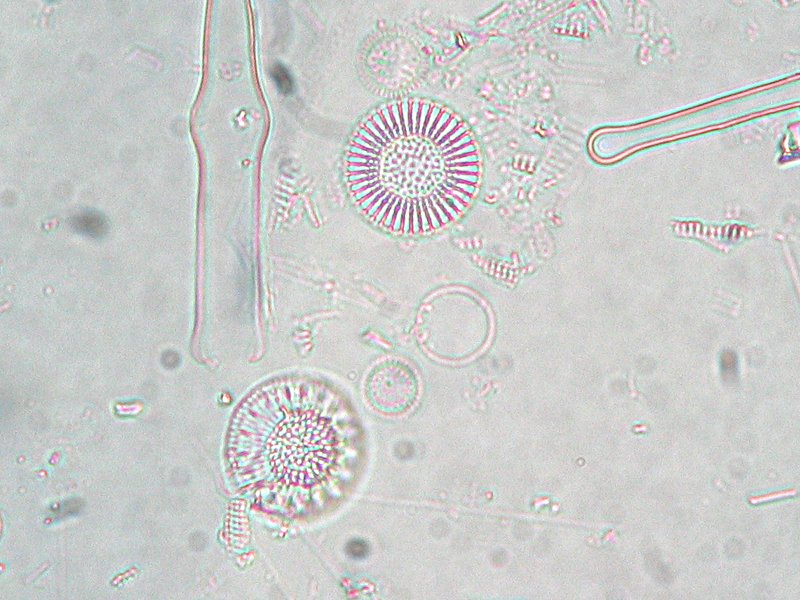
Stephanodiscus alpinus.
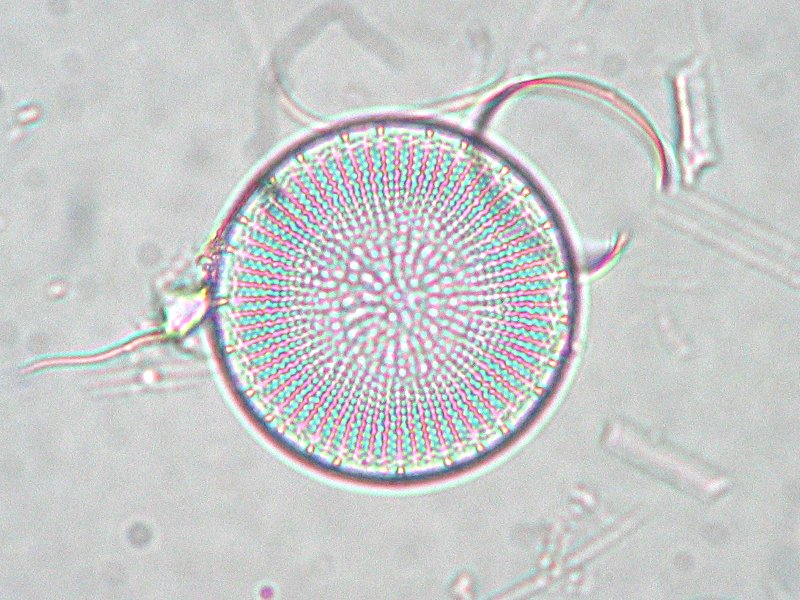
Stephanodiscus neoastraea.

## Liste des genres
Selon AlgaeBase (18 août 2022) :
- Brevisira Krammer, 2001
- Concentrodiscus G.C.Khursevich, A.I.Moisseeva & G.A.Sukhova, 1989
- Crateriportula Flower & Håkansson, 1994
- Cribrionella Jovanovska, Cvetkoska, Tofilovska, Ognjanova-Rumenova & Levkov, 2016
- Cyclocostis Paillès, 2020
- Cyclostephanopsis Loginova, 1993
- Cyclostephanos Round, 1987
- Cyclotella (Kützing) Brébisson, 1838
- Cyclotubicoalitus Stoermer, E.F.Kociolek & W.Cody, 1990
- Dimidialimbus H.Tanaka & T.Nagumo, 2013
- Discotella V.Houk & R.Klee, 2004
- Edtheriotia Kociolek, Q.M.You, Stepanek, R.L.Lowe et Q-X. Wang,, 2016
- Handmannia M.Peragallo, 1913
- Hemistephanos H.Tanaka & R.Klee, 2014
- Lindavia (Schütt) De Toni & Forti, 1900
- Mesodictyon E.C.Theriot & J.P.Bradbury, 1987
- Mesodictyopsis Khursevich, T.Iwashita, Kociolek & Fedenya, 2004
- Paleotertiarius S.Blanco, 2020
- Pantocsekiella K.T.Kiss & Ács, 2016
- Pelagodictyon R.B.Clarke, 1994
- Pleurocyclus S.J.Casper & W.Scheffler, 1986
- Pliocaenicus Round & Håkansson, 1992
- Pseudostephanodiscus J.Sieminska, 1988
- Puncticulata H.Håkansson, 2002
- Spicaticribra J.R.Johansen, Kociolek & R.Lowe, 2008
- Stephanocostis Genkal & Kuzmina, 1985
- Stephanodiscus Ehrenberg, 1845  - genre type
- Strelnikoviella Kociolek, G.K.Khursevich & E.C.Theriot, 2014
- Tertiariopsis Khursevich & Kociolek, 2002
- Tertiarius H.Håkansson & G.Khursevich, 1997
- Theriotia Kociolek, Q.M.You, Stepanek, R.L.Lowe & Q-X.Wang, 2016

## Systématique
Le nom correct complet (avec auteur) de ce taxon est Stephanodiscaceae Makarova, 1986.

## Publication originale
- (ru + la) Z.I. Glezer et I.V. Makarova, 1986, « [New order and family of diatoms (bBacillariophyta)] ». Botanicheskii Zhurnal, vol. 71, n. 5, p. 673–676